# Piano élégant (album)
Albums de Chocolat
Chocolat Ep
(2006) Tss Tss
(2014)
Piano élégant est le second album du groupe québécois Chocolat.

## Liste des titres
| No  | Titre                      | Durée |
| --- | -------------------------- | ----- |
| 1.  | Piano élégant              | 3:12  |
| 2.  | Petite fille               | 3:07  |
| 3.  | Albertine                  | 2:46  |
| 4.  | Comme un chien             | 3:01  |
| 5.  | T'aurais voulu             | 3:10  |
| 6.  | Jean ferrat                | 3:26  |
| 7.  | Sois belle                 | 2:56  |
| 8.  | Moitié homme moitié loup   | 3:55  |
| 9.  | Tes petits seins           | 2:42  |
| 10. | Ton appartement            | 2:59  |
| 11. | Chanson pour un malheureux | 2:40  |
| 12. | Salive                     | 3:59  |